# Estrecho de San Carlos
El estrecho de San Carlos (Falkland Sound en inglés) es un canal de agua en el archipiélago de las islas Malvinas, actualmente administradas por el Reino Unido como territorio de ultramar y reclamadas por la Argentina como parte de su provincia de Tierra del Fuego, Antártida e Islas del Atlántico Sur. El estrecho separa las dos islas principales de las Malvinas, la isla Soledad al este y la isla Gran Malvina al oeste.

## Toponimia
El nombre para este cuerpo de agua en el idioma español se deriva de la nave española San Carlos, que visitó las islas en 1768. Además, el nombre en inglés fue creado en 1690 cuando John Strong, un navegador británico, exploró las islas. Él dio el nombre Falkland al canal para honrar al Vizconde Falkland, un miembro de la nobleza inglesa y el benefactor de la expedición de Strong. Muchos años después, el nombre de Falkland fue aplicado al archipiélago entero. Por esta razón, en la esfera angloparlante se conoce a las Malvinas como Falkland Islands.

## Geografía
El estrecho tiene islas, islotes y rocas interiores como, por ejemplo, isla Grande, islotes Tyssen, isla Cisne, roca Remolinos, islotes Franceses, isla Águila, isla Calista, isla Libertad, entre otras.
Los asentamientos costeros incluyen Puerto San Carlos, San Carlos, Bahía Ajax, Puerto Sussex y Puerto Nuevo en la isla Soledad, Puerto Mitre, Bahía Fox y Puerto Santa Eufemia, en la isla Gran Malvina.
El estrecho también incluye bahías, ensenadas y caletas como bahía San Carlos, bahía de Ruiz Puente, caleta Escarpada, bahía Libertad, bahía Fox, puerto Egg, puerto Rey, bahía Roca Blanca, puerto de los Brazos, puerto Pichón, caleta Guardacosta, puerto Findlay, puerto Wharton, puerto Cachiyuyo, puerto Edgardo, bahía Santa Eufemia, entre otros.
En la boca sur del estrecho, se encuentra el arrecife Mendieta.